# Laudivio Zacchia
Laudivio Zacchia, italijanski rimskokatoliški duhovnik, škof in kardinal, * 1565, grad Vezzano, † 30. avgust 1637.

## Življenjepis
17. avgusta 1605 je bil imenovan za škofa Montefiascona in 28. avgusta 1605 je prejel škofovsko posvečenje. 13. maj 1630 je odstopil s položaja.
19. januarja 1626 je bil povzdignjen v kardinala.